# Konverzační maximy
Konverzační maximy jsou pravidla jak úspěšně komunikovat (někdy se označují i jako komunikační maximy). V roce 1975 je sepsal a pojmenoval ve své stati Logic and Conversation filozof Herbert Paul Grice (1913-1988).
Komunikace mezi mluvčím a adresátem je obecně řízena tzv. kooperačním principem (cooperative principle – CP) a důležité jsou i konverzačními maximy. Grice se ve své stati nesnažil o definici a nastolení praktických rad pro použití, spíše principy a výskyt konverzačních maxim jednoduše popsal. Nelze však zastírat, že v době rozvoje komunikačních tréninků se právě konverzační maximy používají prakticky a účelově při zaškolování na téma efektivní komunikace.
Slovo maxima (z lat. maxima regula, tj. nejvyšší pravidlo) můžeme chápat jako pravidlo, model chování či zásadu . (V českém jazyce existuje i zastaralý tvar slova v mužském rodě maxim.)
Konverzační maximy jsou odvozeny z kooperačního principu, což je předpoklad ke komunikaci, jestliže chceme být pochopení, tak budeme interagovat racionálně a kooperačně. Dodržování tohoto principu vyžaduje přímočarost, jejímž hlavním cílem je předejít nedorozumění. Porušování kooperačního principu se děje v důsledku manipulace, konflikty, nedorozumění, ale také nadsázka, zdvořilost, kdy např. používáme společenské fráze. I přes dodržování komunikačních zásad bychom měli, podle situace a kontextu, volit odpovídající formu předání informace. Například, jinak budeme vyprávět historku přátelům, a v odlišné verzi ji sdělíme svému nadřízenému či jinému sociálně výše postavenému adresátovi.
Při komunikaci přitom používáme verbální, nonverbální i paraverbální prostředky. Verbálními prostředky míníme slovní vyjádření, neverbální reprezentuje například gestikulace, mimika, proxemika, paraverbální pak intonace, tón hlasu...
Kooperační princip je důsledek pragmatického přístupu k jazyku (více viz pragmatika). Je předmětem zkoumání pragmalingvistiky, ale také příbuzných disciplín (sociolingvistika, psycholingvistika a mnohé další).

## Druhy maxim

### Maxima kvantity
Neměli bychom ani přehánět, ani nebýt příliš struční. Obvykle při popisování zkušeností či zážitků řekneme pouze klíčové informace. Nebudeme zabíhat do podrobností.
Z této maximy vychází média při sdělování aktuálních zpráv. Informaci jako takové se nevěnují podrobně, spíše objasní vztah informace k posluchačům/divákům, což znamená nakolik nás daná informace ovlivní, co si z toho můžeme vyvodit. V případě nedodržení principů přiměřené kvantity sdělení hovoříme o asymetrii sdělení.
Maximu kvantity porušuje nadsázka ("bylo tam milion lidí") nebo tautologie bez kontextu ("Válka je válka.").

### Maxima kvality
Podstata je: "Mluv pravdu." Měli bychom sdělovat pouze ty informace, o kterých jsme přesvědčeni, že jsou pravdivé. Šíření nepravdivých a klamných informací je neetické. Lež je komunikační problém.
Maximu kvality porušuje nejen lež, ale např. ironie, nadsázky nebo metafory, např.: "John je opravdu génius."

### Maxima relevance
Při popisu události bychom se měli držet hlavní myšlenky a "podstatnosti" sdělení - tedy důležitosti sdělení pro adresáta.
Maximu relevance porušujeme například zamlžováním, narážkami nebo ustálenými eufemismy (zemřel - odešel).

### Maxima způsobu
Pokud předáváme informaci, měli bychom ji sdělit přesně a jednoznačně.
Maximum způsobu porušují nejednoznačná, obecná či dvojznačná vyjádření.

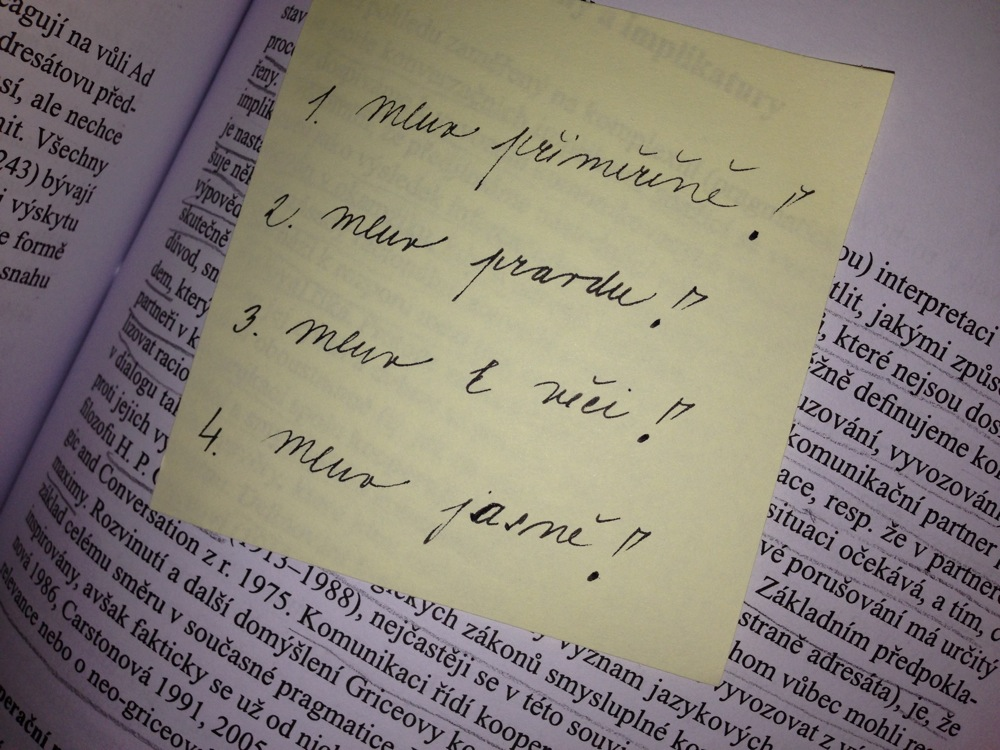
Konverzační maximy ve zkratce

Britský lingvista Geoffrey Leech (1936) ve své práci Principles of Pragmatics doplnil maximy o následující: taktu, velkorysosti, souhlasu, skromnosti, shody a souladu. Pracuje přitom s jaksi ekonomickým pojetím maxim - definuje, co má mluvčí minimalizovat a maximalizovat. Nejdůležitější je pro něj přitom strategie minimalizační (čeho dělat méně, čeho se vyvarovat).